# Спревяни
Спревяни, спрев'яни, спревани або шпревяни (нім. Sprewanen) —  західнослов'янське плем'я, що жило на території сучасної Східної Німеччини.

## Історія
Спрев'яни мігрували близько 720 року на схід Німеччини, заселивши землі на берегах річок «Спрьове»-Шпрее та «Гаволь»-Гафель і асимілювавши нечисленне німецьке населення. Сьогодні на їх землях розташований Берлін. Сусідами спревян на заході були слов'янські гавеляни. Їх головною фортецею став  Бранденбург. Центром спрев'ян був нинішній район Берліна Кепеника (Копаниця).
Гавеляни та спрев'яни відносилися до племінного союзу вільців (вильців), відомих пізніше під назвою лютичі. У них не було централізованої державної влади, а управління здійснювалося з численних укріплень, в яких сиділи благородні мужі. До вильців відносилися також украни, ратари, черезпеняни і доленчани. На відміну від гавелян, від яких збереглися деякі архітектурні пам'ятники, від спрев'ян залишилося дуже мало слідів і відомостей. У повоєнні роки вдалося виявити укріплення спрев'янского князя Якса з Копаниці, карбувати власні монети.
До 1153 р. князь племені спреван Якса знову відвоював у окупантів-німців Копаницю та обороняв незалежність слов'ян до 1157 р.. 